# Рахимов, Ибрагим Абдурахимович
Ибрагим Рахим (настоящая фамилия Рахимов; 1916—2001) — советский узбекский писатель, сценарист и драматург, общественный деятель, журналист. Народный писатель Узбекской ССР (1976). Лауреат Государственной премии Узбекской ССР имени Хамзы (1983). Лауреат Государственной премии Узбекистана «Офарин» (2001) в номинации «Лучший журналист года».

## Биография
Ибрагим Рахимов родился 15 октября 1916 года в  кишлаке Сойкелди Кувинского района Ферганской области. В начале 30-х годов Ибрагим  работал учителем в сельской школе и был председателем детской коммунистической организации Кувинского района.
В 1933 году Ибрагим Рахимов переехал в Ташкент и начал работать журналистом в редакции газеты «Колхоз йули», печатном органе ЦК КП Узбекской ССР.
Литературную деятельность Рахимов начал в 1936 году со стихов, зарисовок, очерков, которые были напечатаны на страницах газеты «Колхоз йули», пионерской газете «Ленин учкуни» и комсомольской газете «Ёш ленинчи».
Свою первую поэму «Баходыр» курсант младших курсов командиров Рахимов написал в Белоруссии. За это произведение в 1938 году он получил вторую премию на республиканском закрытом литературном конкурсе, на котором участвовали лучшие поэты Узбекистана. Поэму рецензировал поэт Хасан Пулат, о ней хорошо отзывались Хамид Алимджан и Сатти Хусейн.
За годы службы на западной границе СССР – в Вильнюсе и на южной границе – в Арпачае, начинающий литератор написал рассказы «Чегарадан утган думсиз ит» («Бесхвостый пес, перешедший границу»), «Шавлани ковлаганда» («Помешивая шавлю») и документальную повесть «История ста пяти дней», о боях с белофиннами на Карельском перешейке в 1939 году. Ибрагим Рахимов — член ВКП(б) с 1939 года.

### Военная служба

Белоруссия, 1938г.

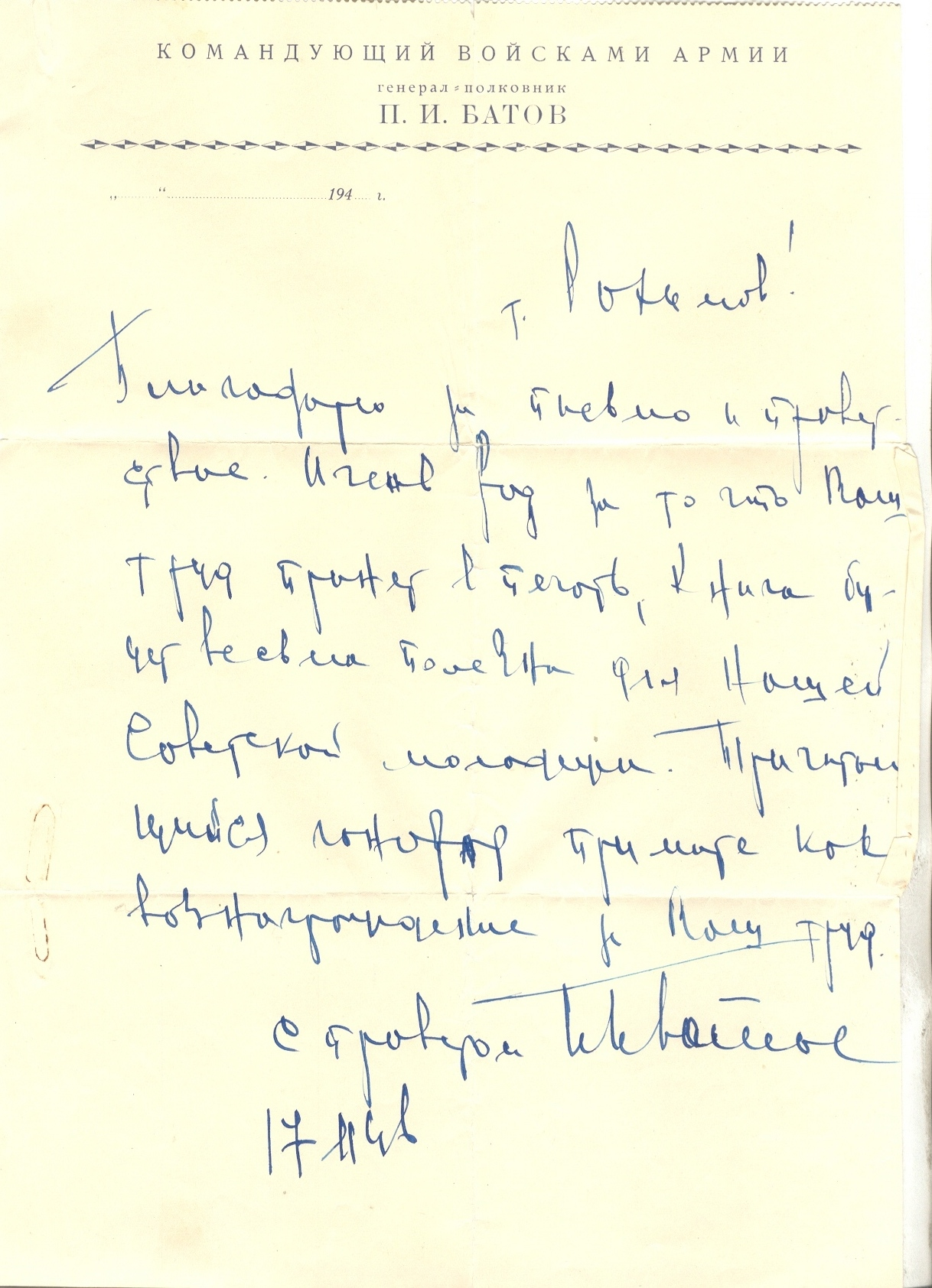
Благодарственное письмо от Генерала армии, генерал- полковника П.И.Батова.1946г.

В ряды РККА Рахимов был призван в октябре 1937 года. В Советской Армии он служил курсантом курса младших командиров, младшим командиром, заместителем политрука, политруком переправочного парка.
В 1938 году Рахимов был делегатом Совещания красноармейских поэтов и писателей Белорусского Особого Военного округа, участвовал в Советско-финской войне (1939-1940).
Ибрагим Рахимов работал литературным сотрудником в редакции «Кызыл Узбекистан», откуда был вновь мобилизован в армию в первые дни Великой Отечественной войны 23 июня 1941 года.
В начале войны Рахимов был командиром саперного отделения в 158 саперном батальоне, участвовал в обороне и разгроме немецко-фашистских войск под Москвой, в боях в составе частей Западного, II Белорусского и других фронтов в качестве политрука роты, комиссара батальона, с 18 ноября 1942 года по 22 января 1943 года был заместителем редактора фронтовой газеты «Красноармейская Правда» на узбекском языке. В 1942 году во время бомбежки Рахимов был контужен.
В ноябре 1944 года назначен начальником  инженерной службы 19-й гвардейской танковой бригады 3-го гвардейского танкового корпуса 5-й гвардейской танковой армии. С 1 июля по 13 июля 1944 года принимал участие в освобождении городов Борисов, Минск, Вильнюс (благодарность от Верховного Главнокомандующего Маршала СССР И. В. Сталина).
27 февраля 1945 года участвовал в прорыве обороны противника западнее города Хойница (благодарность от Верховного Главнокомандующего Маршала СССР И. В. Сталина). С 3 марта по 3 мая 1945 года участвовал во взятии городов Руммельсбург, Поллнов, Штольп, Лауенбург, Картузы (Картхауз), Пренцлау, Ангермюнде, Анклам, Фридланд, Нойбрандербург, Лихен, Штральзбунд, Гриммен, Демин, Мальхин, Варен, Везенбер, крупных портов и важных военно-морских баз на побережье Балтийского моря- городов Росток, Варнемюнде, а также городов Барт, Бад Доберан, Нойбуков, Варин, Виттенберг и воссоединении с союзными английскими войсками (благодарность от Верховного Главнокомандующего Маршала СССР  И. В. Сталина). 4 марта за выход на побережье Балтийского моря, взятие города Кезлин и окружения группировки немецких войск в Восточной Померании;  12 марта  за участие во взятии городов Диршау и Нойштадт и выход на побережье Данцигской бухты севернее Гдыни;  30 марта за участие в разгроме данцигской группы немцев, взятие важнейшего порта и военно-морской базы немцев на Балтийском море – города и крепости Гданьск (Данциг) получил благодарность от Верховного Главнокомандующего Маршала СССР  И. В. Сталина и был награждён польскими медалями- бронзовой медалью «ZASLUZONYM NA POLU CHWALY» и медалью «Medal za Warszawe 1939-1945». Войну закончил в Германии, в городе Штутгарт. Демобилизовался из армии в октябре 1946 года в звании гвардии майора.

## Послевоенное творчество

В 1946 году Ибрагим Рахимов работал главным редактором политического вещания узбекского радиокомитета, откуда в 1947 году ЦК Компартии Узбекистана направил его на учёбу в Высшую Партийную школу при ЦУ ВКП(б). В 1950 году Рахимов окончил отделение журналистики Высшей партийной школы и с 1950 года по июнь 1953 года работал заведующим отдела пропаганды , а с июля 1953 года до 1961 года главным редактором газеты «Қизил Ўзбекистон» (печатный орган ЦК КП Узбекистана).
С 1954 по 1962 годы Ибрагим Рахимов избирался кандидатом в члены ЦК КП Узбекистана и депутатом Верховного Совета Узбекской ССР, организовал и несколько лет возглавлял Союз журналистов республики и был секретарем Союза журналистов СССР.
С 1961 по 1966 года Рахимов работал директором киностудии «Узбекфильм» и первым заместителем Председателя Госкомитета Кинематографии УзССР. Во время директорства Рахимова на киностудии «Узбекфильм» были поставлены ряд известных художественных фильмом, таких как: «Дочь Ганга» (1961), «Ты не сирота» (1962), «Буря над Азией» (1964), «Звезда Улугбека» (1964), «Белые, белые аисты» (1966), «В 26-го не стрелять» (1966), «Нежность» (1966).  Рахимов так же является автором сценария к фильму «Подвиг Фархада» снятого в 1967 году режиссёром Альбертом Хачатуровым в жанре героической драмы на киностудии «Узбекфильм».
С 1966 по 1970 годы Ибрагим Рахимов работал главным редактором журнала «Гулистан». В 1970—1971 годах он был корреспондентом «Литературной газеты». С 1971 по 1984 годы работал  главным редактором журнала «Муштум». Многие годы Рахимов избирался членом Правления и членом Президиума Союза писателей Узбекистана, являлся членом редколлегии журнала «Шарк Юлдузи», членом Редакционного Совета издательства им. Г. Гуляма. На VII съезде писателей Узбекистана был избран членом Правления, а на первом пленуме – членом Секретариата Союза писателей Узбекистана. В 1983 году за роман «Оқибат» («Последствия») Рахимов был награждён Государственной премией имени Хамзы. С 1987 по 1989 годы работал Секретарем Партийной организации Союза писателей Узбекистана.
В  1990 годах Рахимов возглавлял ассоциацию ветеранов экологического фонда «Экосан». В этот период он продолжал свою журналистскую и общественную деятельность, написал несколько сборников рассказов: «Хает чоррахаларида» («На перекрестках жизни», 1991 г.), «Курбонингман» (1996 г.), «Хаетни асранг, одамлар!» (1997 г.),  пьеса «Ахмад Фаргоний» (2000).
За шестьдесят пять лет писательского труда Рахимов создал большое количество многоплановых произведений прозы и драматургии. Наиболее значительные: романы «Настоящая любовь», «Преданность» , «Судьба», «Беспокойный город», «Уходили добровольцы» ; повести «Огнероб», «Хилола», «Капитан голубого корабля», «Трудные экзамены», «Песня бессмертия», «Окибат», «Генерал Равшанов»; киносценарии «Люди голубого огня», «Прозрение», «Подвиг Фархада», «Воздушные пешеходы»; пьесы «Чакмок», «Дарю тебе жизнь», «Асалат». Многие произведения переведены на русский, украинский, белорусский языки и языки других народов бывшего СССР, некоторые изданы за пределами стран СНГ (Польша, Китай).
Ибрагим Рахимов умер 22 ноября 2001 года в Ташкенте. Похоронен на Чагатайском кладбище.

## Награды

### Ордена и медали
- орден «Эл-юрт Хурмати» (1998)[1]
- орден «Мехнат шухрати» (1996)[2]
- медаль «Шухрат» (1994)
- медаль «Жасорат» (1994)
- орден Трудового Красного Знамени
- орден Дружбы Народов (18.10.1976)
- 2 ордена Отечественной войны 2-й степени (01.06.1945; 11.03.1985)
- орден Красной Звезды (09.04.1945)
- медаль «За боевые заслуги» (1942)
- другие медали
- медаль бронзовая «ZASLUZONYM NA POLU CHWALY» (ПНР)
- «Medal za Warszawe 1939-1945» (ПНР)
- медаль малая золотая «ВСХВ» (1955)
- медаль большая серебряная «ВСХВ» (1958)
- медаль «Мустакиллик» (1992)
- юбилейные медали и знаки
- В 1978 году награждён Министром обороны СССР ( Д.Ф.Устинов) именными часами «Командирские»

### Почётные звания и премии
- Народный писатель Узбекской ССР (1976)
- Заслуженный деятель искусств Узбекской ССР (1966)
- Лауреат Государственной премии Узбекской ССР имени Хамзы (1983)
- Лауреат Государственной премии Узбекистана «Офарин» (2001)
- Почётный гражданин села Троицкое Калужской области России (1977)
- «Отличник кинематографии СССР» (1965)
- «Ветеран 49-й Армии»
- «Ветеран 194-й стрелковой Речицкой Краснознаменной дивизии»
- «Ветеран 65-й Армии»

## Произведения

### Романы
- Источники жизни (1954)
- «Преданность» (1958)
- «Настоящая любовь» (1959)
- «Судьба» (1966)
- Избранные произведения в 3-х томах (1967)
- «Беспокойный город» (1968)
- «Доля» (1971)
- «Самоотверженные» (1973)
- «Уходили добровольцы» (1977)- Москва, Воениздат
- «Избранное» (1977) - Москва, Художественная литература
- «Трудные экзамены» (1979)
- «Дарю тебе солнце» (1981)
- «Верность» (1982)
- «Генерал Равшанов» (1985)

### Повести
- «Хилола» (1960)
- «Огнероб» (1960)
- «Наши капитаны» (1961)
- «В день твоего рождения» (1967)
- «Капитан голубого корабля» (1970)
- «Песня вечности» (1972)
- «Песня бессмертия» (1974)
- «Двойная охота» (1976)
- «Солнце на ладони» (1981)
- «Два брода»
- «Удочка»

### Пьесы
- «Молния»
- «Дарю тебе свою жизнь»
- «Асалат»
- «Знамя Победы»
- «Озорница»

### Рассказы
- «О войне»
- «Современники»
- «Капитаны голубого корабля» (1962)- Москва, Советский писатель
- «У безымянной высоты» (1975)
- «На перекрестках жизни» (1991)
- «Усталая земля» (1994)
- «Солнечный сезон» (1995)

### Поэмы и стихотворения
- «Баходир» (1938)
- «Смерть капитана» (1940)

### Сценарии
- «Люди голубого огня» (1961) - документальный фильм
- «Прозрение» (1966)
- «Подвиг Фархада» (1967)
- «Воздушные пешеходы» (1979)